# Anika Eva Wagner
Anika Eva Wagner (* 4. November 1976 in Gelnhausen) ist eine deutsche Ernährungswissenschaftlerin und Hochschullehrerin.

## Leben
Wagner studierte von 1996 bis 2002 Ökotrophologie mit Schwerpunkt Ernährungswissenschaften an der Justus-Liebig-Universität Gießen. Mit einer Doktorarbeit zum Thema „Hemmung des Hypoxie-induzierbaren Faktors 1 (HIF-1) durch Glukokortikoide“ wurde sie 2006 an der Universität zu Lübeck promoviert. Von 2006 bis 2016 war sie als Postdoc, Juniorprofessorin und  Assistenzprofessorin an der Christian-Albrechts-Universität zu Kiel tätig, wo sie sich 2016 habilitierte. Nach einer Tätigkeit als Senior Scientist und Gruppenleiter an der Universität Lübeck ist sie seit 2019 Professorin für Ernährung und Immunsystem am Institut für Ernährungswissenschaft der Justus-Liebig-Universität Gießen.

## Wissenschaftliche Arbeiten
Wagner untersucht mit ihrer Arbeitsgruppe Nahrungsmittelinhaltsstoffe im Hinblick auf gesundheitsfördernde und immunmodulierende Effekte, wobei sich ein Schwerpunkt mit chronischen Entzündungsprozessen an Barriereorganen wie beispielsweise dem Darm befasst. Als Modellorganismus wird vor allem die Fruchtfliege Drosophila melanogaster eingesetzt, mit der Substanzen auf einen lebensverlängerten Effekt oder auf die Fitness der Organismen untersucht werden.